# Lída Plachá
Lída Plachá, rozená Ludmila Plachá, provdaná Šavrdová (24. listopadu 1921, Městec Králové – 14. října 1993, Praha), byla česká herečka.

## Mládí – dívka z Fučíkovy Reportáže
Od mládí se zajímala o herectví a složila úspěšně zkoušky na dramatické oddělení Státní konzervatoře. Jako devatenáctiletá se v rodině svých příbuzných seznámila s novinářem Juliem Fučíkem a později se stala jeho spojkou v ilegální odbojové činnosti. V únoru 1942 byla přijata za členku KSČ přímo tehdejším ilegálním ústředním výborem. Později v roce 1942 byla zatčena a v květnu 1943 spolu s dalšími členy skupiny obviněna. Fučík byl spolu s jejím tehdejším přítelem Mirkem (vl. jménem Jaroslav Klecan) odsouzen k smrti a oba byli popraveni 8. září 1943 v Plötzensee u Berlína, Plachá byla pro své mládí soudem osvobozena. Zbytek války však strávila v koncentračním táboře Ravensbrück. Její spoluvězeňkyní byla např. Nina Jirsíková, se kterou spolupracovala na příležitostných kulturních vystoupeních organizovaných v táboře. Fučík spolupráci s ní věnoval ve své Reportáži psané na oprátce tři stránky.

## Činnost po válce
Po osvobození v roce 1945 prošla soukromě hereckou průpravou u Boženy Půlpánové a Evy Šmeralové. V sezóně 1945/1946 vystupovala pohostinsky v divadle Větrník Josefa Šmídy, v roce 1946 se stala spolu s Františkem Kováříkem, Otomarem Korbelářem, Jiřím Holým, Zdeňkem Řehořem členkou zájezdové skupiny Divadla pod Plachtou, kterou vytvořil herec Jindřich Plachta a od února 1946 vystupovala skupina pod hlavičkou Vesnického divadla. V tu dobu byla Plachá angažována v Divadle 5. května a v roce 1948 se po spojení tohoto divadla s ND stala členkou činohry pražského Národního divadla, kde působila až do roku 1988.
Angažovala se ve společenských organizacích, byla činná mj. ve Svazu českých dramatických umělců. Za svoji politickou angažovanost obdržela řadu ocenění. V období normalizace vystupovala rovněž v drobných rolích ve filmu a v televizi a působila i v rozhlase. Mnoho divadelních rolí, ve kterých vystupovala, bylo rovněž v politicky angažovaných hrách. Ve hře o J. Fučíkovi Lidé bděte hrála samu sebe.
Jejím manželem byl herec ND Zdeněk Šavrda (1907–1982).

## Citát
| „              | …Teď jede s námi k soudu do Reichu. Je jediná z celé naší velké skupiny, která má důvodnou naději, že se dožije svobody. Je mladá… Osvědčila se v nejtěžších chvílích. Prošla ohněm. A ukázalo se, že je z dobrého kovu– | “ |
| — Julius Fučík | |   |

## Ocenění
- 1958 Vyznamenání Za zásluhy o výstavbu
- 1966 ocenění Zasloužilá členka ND
- 1971 Řád práce
- 1976 titul Zasloužilá umělkyně
- 1978 a 1982 Cena Svazu českých dramatických umělců
- 1981 Řád Vítězného února
- 1981 Cena Jaroslava Průchy

## Divadelní role, výběr
- 1946 G. J. Gradov: Směšná práce, vesnická žena, Divadlo pod Plachtou/Vesnické divadlo, režie Zdeněk Míka
- 1950 N. F. Pogodin: Kremelský orloj, Praskovja, Tylovo divadlo, režie Aleš Podhorský
- 1951 J. A. Burjakovskij: Lidé bděte, Lída Plachá, Národní divadlo, režie Jan Škoda
- 1953 Jan Drda: Hrátky s čertem, Dišperanda, Národní divadlo, režie František Salzer
- 1956 Bratři Mrštíkové: Maryša, Hospodská, Národní divadlo, režie Zdeněk Štěpánek
- 1957 Karel Čapek: Bílá nemoc, dcera, Národní divadlo, režie František Salzer
- 1961 N. V. Gogol: Revizor, Avdoťa, Tylovo divadlo, režie Jaromír Pleskot
- 1963 Maxim Gorkij: Vassa Železnovová, Líza, Národní divadlo, režie Antonín Dvořák
- 1966 Viktor Dyk: Zmoudření dona Quijota, Počestná osoba, Národní divadlo, režie Václav Špidla
- 1967 Ludvík Aškenazy: Rasputin, Správcová, Národní divadlo, režie Evžen Sokolovský
- 1971 Antonín Zápotocký: Vstanou noví bojovníci, Kolářka, Národní divadlo, režie Miloslav Stehlík
- 1976 Alois Jirásek: Lucerna, Klásková, Národní divadlo, režie Josef Mixa
- 1981 F. M. Dostojevskij: Idiot, Nina Alexandrova, Tylovo divadlo, režie Zdeněk Kaloč
- 1987 Maxim Gorkij: Jegor Bulyčov a jiní, Zobunovová, Nová scéna ND, režie František Laurin

## Filmografie, výběr
- 1948 Dravci, úřednice Fialová, režie Jiří Weiss
- 1974 Sokolovo, uklízečka Rašnerová, režie Otakar Vávra
- 1975 Tobě hrana zvonit nebude, zapisovatelka Karešová, režie Vojtěch Trapl
- 1977 Vítězný lid, ministryně Jankovcová, režie Vojtěch Trapl
- 1979 Smrt stopařek, matka Bendová, režie Jindřich Polák
- 1992 Městem chodí Mikuláš, stará žena, režie Karel Kachyňa